# وحدت أباد (زرين دشت)
وحدت أباد (بالفارسية: وحدت‌آباد) هي قرية تقع في إيران في قسم زرين دشت الريفي. يقدر عدد سكانها بـ 923 نسمة .